# Le Déjeuner sur l'herbe
Le déjeuner sur l'herbe ou (em português, O almoço sobre a relva ou  O piquenique no bosque) é um óleo sobre tela da autoria de Édouard Manet, pintado entre 1862 e 1863, com as medidas de 208 por 264,5 centímetros. A sensual e provocatória posição da modelo nua, perante dois homens completamente vestidos, provocou escândalo na sociedade mais conservadora, quando da sua exibição no Salon des Refusés, em 1863. Actualmente, o quadro está exposto nas paredes do Museu de Orsay, em Paris.

## Descrição
O Almoço sobre a Relva não tem, ao contrário das pinturas realistas de Honoré Daumier, um teor crítico social, ou seja, o artista não pretendia criticar a sociedade, nomeadamente o estatuto da mulher, a condição das prostitutas parisienses, ou a procura pelo sexo pelos aristocratas. O que esta tela declarava era a profunda e escandalosa liberdade do pintor, que várias vezes, ao longo da sua trajectória pela arte, escandalizou os espectadores do Salon.
Por trás de um título aparentemente inocente, esconde-se um pintura com um força incrível, capaz de chocar o mais distraído espectador. A modelo e o homem sentado ao seu lado olham directamente o espectador, e a modelo, com o rosto seguro pela mão direita, não se inibe de sorrir ligeiramente, exibindo uma aparência segura e plena de sensualidade.
A cena no bosque ou num parque dos muitos que existiam e ainda existem em Paris marca também pelo seu exotismo e pela interessante paleta de cores que se desenrola lentamente em cada pedaço da tela, exibindo ostensivamente o castanho e o oliva. Efectivamente, o castanho é a cor mais explorada nesta composição, sendo que se espalha pelos primeiro e segundo planos da pintura em vários tons.
Contrastante com a elegância dos dois homens, exibe-se a nudez da modelo Victorine Meurent, a modelo favorita de Manet, que, inclusive, preencheu várias das suas telas, entre as quais Olympia. Sentada na grama, nua, com um homem ao seu lado esquerdo e uma natureza-morta, com um cesto de frutas, juntamente com os seus vestido e chapéu azuis jogados no chão, do seu lado direito, a sua tez extremamente branca, típica de uma cortesã, confere luminosidade a toda a tela e surge como um grito no escuro na conservadora sociedade parisiense que, apesar, da boemia reinante, se mantinha avessa à mudança.
A pintura provocou risos desconcertantes no Salon, escandalizou a imperatriz e foi considerada pelo imperador como atentado ao pudor. Não tanto pelo nu na mulher, mas sim pelo fato de esta estar nua no bosque, em uma conversa plausível, com dois homens bem e inteiramente vestidos, como estavam os espectadores da tela. Críticos defendem que o riso fora provocado pela sensação que os espectadores tiveram de serem eles mesmos os observados, sem saber.

## Esboços
O cubista Picasso fez cerca de 200 esboços sobre esta tela.
Édouard Manet deixou nas suas Memórias a confissão de que a sua obra-prima Le déjeuner sur l'herbe deve tudo, ou quase tudo, a uma sua curta estadia no Palácio das Necessidades, em 1859, por motivos que o pintor deixa por esclarecer, em cujos jardins da Tapada das Necessidades se davam famosos piqueniques.